# 萨拉茹區
萨拉茹區（波斯語：‎），是伊朗东阿塞拜疆省馬拉蓋縣的一个区。2006年人口普查顯示該區人口是22,498人，分布於4,514个家庭。该区設有卡拉茹市，另設有三個鄉，分別是古里查伊加爾比鄉、 南薩拉茹鄉和東薩拉茹鄉。